# Berliet VDAD
Unter der Typenbezeichnung  Berliet VDAD wurde vom französischen Kraftfahrzeughersteller Berliet in Lyon 1935 ein LKW mit 2,5 Tonnen Nutzlast gebaut.

## Technik und Geschichte
Die wesentlichen technischen Daten können der Info-Box entnommen werden. Vom Fahrzeug gab es drei Varianten, die sich nur durch den verwendeten Motor (und die dadurch verursachten Gewichtsdifferenzen) unterschieden:
| Typ    | Betriebserl. | Motor | Zyl. | Bohrg. | Hub | Hubr. | /min | CV    | PS    | Chassis | max. | Bem.,  |
|        | Mon./Jahr    | Typ   | Zahl | mm     | mm  | cm³   | max  | fisc. | reell | kg      | kg   | Quelle |
| ------ | ------------ | ----- | ---- | ------ | --- | ----- | ---- | ----- | ----- | ------- | ---- | ------ |
| VDAD4  | 12.1935      | MDG   | 4    | 100    | 140 | 4398  | 1800 | 15    |       | 2150    | 5700 | [ 2 ]  |
| VDAD12 | 12.1935      | MKX15 | 4    | 80     | 130 | 2614  | 2200 | 12    |       | 1955    | 5200 | [ 3 ]  |
| VDAD16 | 10.1935      | MKX19 | 4    | 90     | 130 | 3308  | 2200 | 16    |       | 1955    | 5200 | [ 4 ]  |
| VDAD18 |              | MKO   | 4    | 100    | 130 | 4084  | 2000 | 18    | 60    |         |      | [ 5 ]  |

VDAD4 hatte einen Dieselmotor, VDAD12 und VDAD16 Ottomotoren.
Für den VDAD4 wurden die Chassisnummern 151016–151030 (15 Stück), für den VDAD16 die Chassisnummern 150000–151000 (1000 Stück) reserviert. Vom VDAD16 wurden 52 Stück im Jahr 1935 und 24 Stück im Jahr 1936, zusammen also 76 Stück gebaut, VDAD4 und VDAD12 gingen anscheinend nicht in Serie.
Vom Berliet VDAD18 wurden 15 Stück in den Jahren 1935 und 1936 an die französische Armee geliefert, die sie bei den in der Levante (heute Syrien und Libanon) stationierten Truppen einsetzte.

### Originalquellen
Eine Publikation, in der alle vor 1945 gebauten Berliet-Typen individuell abgehandelt wären, gibt es nicht. Neben der unten erwähnten Literatur wurde auf folgende in der Fondation Berliet verwahrte Originalunterlagen zurückgegriffen:
- "Fiches des Mines": Es handelt sich um die Unterlagen zur Erteilung einer allgemeinen Betriebserlaubnis, hierfür ist in Frankreich der "Inspecteur des mines" sachlich zuständig. Diese Unterlagen sind chronologisch geordnet und nummeriert. Nicht zu jedem Typ bzw. Variante gibt es entsprechende Unterlagen, teils, weil sie wohl als Untervarianten eines Typs verstanden wurden, für den eine gesonderte Erlaubnis nicht erforderlich war, teils wohl, weil diese Unterlagen im Laufe der letzten 100 Jahre verlorengegangen sind. Bei Militärtypen gibt es Hinweise, dass eine Betriebserlaubnis direkt durch militärische Dienststellen erfolgte, was entsprechende "fiches des mines" überflüssig machte. Die Quellenbezeichnung lautet: "Fiches No...."
- "Etat des véhicules utilitaires et autobus declares aux mines depuis 1920", eine 15-seitige Zusammenstellung vom 1. Dezember 1941, enthält insbesondere die reservierten Chassisnummernbänder, die jedoch vielfach nicht vollständig ausgeschöpft wurden, einige Typen bzw. Varianten werden nicht erwähnt, Quellenbezeichnung lautet: "Etat S..."
- "Nombre de véhicules construits de 1930 à 1942", siebenseitige Zusammenstellung der zwischen 1930 und 1942 gebauten Stückzahlen an Nutzfahrzeugen, erstellt wohl 1943, erste Seite teilweise irreparabel verderbt, teilweise werden mehrere Typen bzw. Varianten zusammengefasst, Quellenbezeichnung lautet: "Nombre S...."

### Sonstige Literatur
- Monique Chapelle: Berliet. 1. Auflage. EMCE, Saint-Chamond 2016, ISBN 978-2-35740-049-8.
- Christophe Puvilland: Berliet 1905–1978, toute la gamme omnibus, autocars, autobus et trolleybus. 1. Auflage. histoire&collections, Paris 2008, ISBN 978-2-35250-059-9.
- François Vauvillier: Tous les Berliet militaires 1914–1940, vol.1: les camions. histoire&collections, Paris 2019, ISBN 978-2-35250-496-2.